# Aleksandra Salome

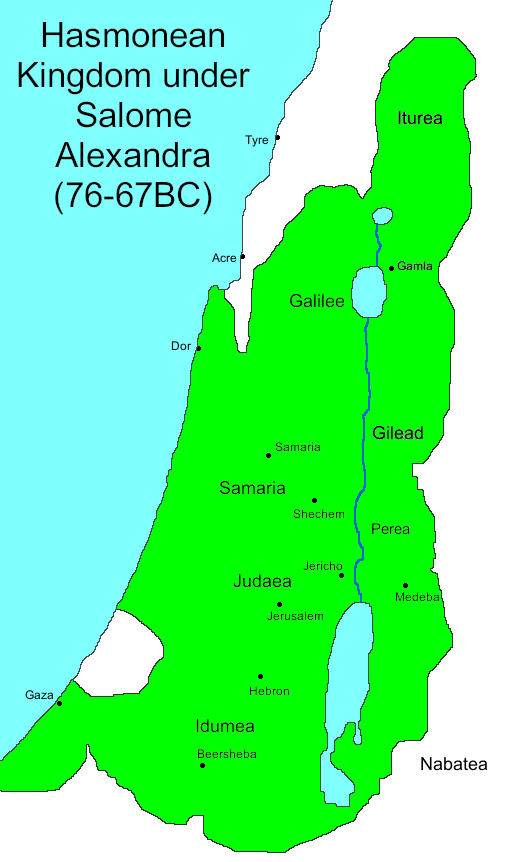
Państwo Machabeuszy za Aleksandry Salome

Aleksandra Salome (ur. 139, zm. 67 p.n.e.) – królowa Judei, ostatni władca niezależnego królestwa judejskiego.
Jej pochodzenie nie jest jasne; według legend rabbinistycznych była ona siostrą Szymona Madrego Szetaha, a więc córką rabina Jochanana ben Josseja. Początkowo była żoną Arystobula I, a po jego śmierci uwolniła z więzienia jego brata Aleksandra Jannaja, którego ten pierwszy kazał uwięzić. Wydaje się jakoby Aleksander poślubił ją zgodnie z prawem lewiratu. Podczas jego rządów miała zaledwie niewielki wpływ polityczny. Umierając Jannaj przekazał rządy Aleksandrze Salome. Podczas nich prowadziła pokojową politykę (w przeciwieństwie do Jannaja, który zajmował się głównie podbojami i wprowadził Judeę w stan wojny, który trwał przez większość jego panowania), uspokoiła zamieszki w kraju i wprowadziła faryzeuszy do Sanhedrynu.

## Polityczne początki
Częste wizyty Aleksandry u przywódcy faryzeuszy Szymona Mądrego wydarzyły się najprawdopodobniej przed wybuchem konfliktu jej prawdopodobnie drugiego męża Aleksandra Jannaja. Jak podaje Flawiusz przeciwstawiała się ona krwawym prześladowaniom faryzeuszy prowadzonym przez niego. Na łożu śmierci to właśnie jej, a nie swoim synom powierzył rządy nad krajem żywiąc przekonanie, że Żydzi będą wobec niej okazywać szczególną uległość, była bowiem jak najdalsza od jego brutalności, a przeciwstawiając się zbrodniom pozyskała sobie życzliwość mieszkańców. Jej nie pokoje wywołały negogację z przywódcami faryzeuszów, których kryjówki znała. Po zapewnieniu ich o swoich pokojowych zamiarach zgodzili się ustąpić co do spraw związanych z uroczystościami pogrzebowymi Aleksandra Jannaja. Dzięki temu krokowi uniknęła jakiekolwiek zniewagi szczątków zmarłego króla, który swoimi decyzjami spowodował niezadowalenie wśród ludu.

## Zmiany w Sanhedrynie
Za czasów Aleksandry poprzednio mocno prześladowani faryzeusze nie tylko byli tolerowani, ale nawet stali się członkami Sanhedrynu – głównej władzy sądowniczej i religijnej Jerozolimy. Aleksandra zgodziła się na to za zgodę swojego najstarszego syna Jana Hirkana II, który był zwolennikiem faryzeuszy. Spowodowało to jednak ograniczenie władzy królewskiej, o czym Józef Flawiusz tak pisze:
W cieniu jej władzy do znaczenia zaczęli dochodzić faryzeusze. Była to grupa Żydów, którzy cieszyli się opinią wyróżniających się spośród innych pobożnością i skrupulatnym objaśnianiem praw. Aleksandra, która sama też objawiała wielką gorliwość w sprawach Bożych, nazbyt się z nimi liczyła, oni zaś stopniowo coraz bardziej wykorzystywali niewieścią prostoduszność, aż w końcu wzięli w swoje ręce faktyczne rządy w państwie i mogli skazywać na wygnanie i stamtąd odwoływać, uwalniać lub więzić, kogo tylko chcieli. Krótko mówiąc, oni korzystali z dobrodziejstwa władzy królewskiej, a wydatki i kłopoty spadały na barki Aleksandry. Potrafiła jednak świetnie pokierować ważnymi sprawami: podwoiła swoją armię, organizując stały zaciąg, i nadto zwerbowała jeszcze niemało wojska najemnego, tak że nie tylko trzymała w ryzach swój naród, ale również budziła postrach u obcych władców. Umiała rządzić innymi, lecz nią samą rządzili faryzeusze. W taki to sposób faryzeusze zgładzili jednego z wybitnych mężów i przyjaciela Aleksandra, Diogenesa, zarzuciwszy mu, że to on właśnie był doradcą króla, kiedy z jego rozkazu ukrzyżowano osiemset osób. Nakłamali również Aleksandrę do stracenia jeszcze innych ludzi, którzy podburzali Aleksandra przeciw owym mężom. A że ona przez swą bogobojność ustępowała im, skazywali na śmierć, kogo im się podobało. Najwybitniejsi z tych, którzy czuli się zagrożeni, schronili się do Arystobula. Ten przekonał swoją matkę, by oszczędziła owych mężów ze względu na ich pozycję, a jeśli sądzi, że nie są bez winy, aby wydaliła ich z miasta. Tak więc ci, mając zapewnione bezpieczeństwo, rozproszyli się po kraju.

## Inne zmiany. Koniec panowania
Aleksandra zwiększyła ilość wojska i obwarowała wiele miast, w wyniku czego monarchowie sąsiednich krajów byli pod wrażeniem ilości warowni. Wysłała także swego syna Arystobula przeciwko Damaszkowi, pod pretekstem jakoby był on uciskany i opanowany przez Ptolemeusza. Później Aleksandra się rozchorowała, w wyniku czego jej młodszy syn Arystobul z pomocą swoich zwolenników zawładnął wszystkimi warowniami w kraju. Następnie zwerbował wojsko najemne i sam ogłosił się królem, detronizując matkę. Gdy Jan Hirkan II – starszy brat Arystobula – zaczął skarżyć się chorującej Aleksandrze na postępowanie Arystobula litując się nad nim rozkazała uwięzić żonę i dzieci Arystobula w Antonii. Zanim jednak podjęła dalsze kroki przeciwko Arystobulowi zmarła po dziesięciu latach panowania. Flawiusz następująco wzmiankuje rządy Aleksandry:
Ster rządów niewiasta owa mocno dzierżyła w swym ręku dzięki szacunkowi, jaki zdobyła sobie pobożnością. Przestrzegała bowiem tradycją uświęconych obyczajów ojczystych z niezwykłą sumiennością i od początku występowała przeciw tym, co przekraczali święte prawa. 

## Aleksandra Salome w legendach
Rabbinistyczne legendy wysławiają dobrobyt, jakim cieszyła się Judea za czasów Aleksandry. Jedna z nich mówi, że za jej panowania deszcz padał tylko w szabat, dzięki czemu robotnicy nie tracili pieniędzy przez opady przerywające ich pracę. Mówi ona także, że w owych czasach gleba była tak urodzajna, że ziarna pszenicy osiągały rozmiary fasoli, owsa - oliwki, a soczewicy złotych denarów. Podaje ona także, że mędrcy zbierali ich fragmenty, żeby pokazać następnym pokoleniom do czego prowadzi posłuszeństwo wobec Prawa.

## Współczesne odniesienia do Aleksandry Salome
Imię Shlomtzion, wywodzące się od imienia Aleksandry Salome jest czasami używane w Izraelu. Jedną z osób, które nadało te imię swojej córce był izraelski pisarz Amos Kenan. Jedna z partii politycznych Izraela posiadała nazwę Shlomtzion. Później połączyła się ona z Likudem.